# Scolecobasidiella avellanea
Scolecobasidiella avellanea är en svampart som först beskrevs av Sappa & Mosca, och fick sitt nu gällande namn av M.B. Ellis 1971. Scolecobasidiella avellanea ingår i släktet Scolecobasidiella, divisionen sporsäcksvampar och riket svampar.   Inga underarter finns listade i Catalogue of Life.